# Rodney Redes
Rodney Iván Redes Cáceres, noto semplicemente come Rodney Redes (La Colmena, 22 febbraio 2000), è un calciatore paraguaiano, centrocampista dell'Olimpia.

## Caratteristiche tecniche
È un esterno sinistro.

## Carriera
Cresciuto nel settore giovanile del Guaraní, ha esordito in prima squadra il 7 aprile 2018 disputando l'incontro di División Profesional vinto 2-1 contro il 3 de Febrero.
Il 6 luglio 2020 è stato acquistato dall'Austin FC, rimanendo comunque in prestito al Guaraní fino a dicembre.